# Kanjon Rakitnice
Kanjon Rakitnice dug je 26 kilometara i nalazi se između planina Bjelašnice i Visočice. Kanjon rijeke Rakitnice, pritoke Neretve je jedan od najdubljih u Europi. Nalazi se 30-ak kilometara od glavnog grada Sarajeva. U prostoru kanjona nalazi se čak 32 endemske biljne vrste. Kanjon započinje na mjestu gdje se u Rakitnicu ulijeva Tušilački potok.
Kanjon je rezervat prirodnih predjela.

## Vanjske poveznice
|  | Zajednički poslužitelj ima još gradiva o temi Rakitnica |